# 拜尔斯多夫 (萨克森州)
拜尔斯多夫（德語：Beiersdorf）是德国萨克森州的市镇，隶属于格尔利茨县。总面积为6.45平方千米，截至2023年12月31日总人口为1,083人。